# リポフェクション
リポフェクション（英: lipofection）またはリポソームトランスフェクション（英語: liposome transfection）は、細胞内に遺伝物質を導入するトランスフェクションの手法の一つである。リポソームと呼ばれるリン脂質二重膜の小胞の内部に遺伝物質を封入して細胞膜を通過させる。